# 大洲市立大洲小学校
大洲市立大洲小学校（おおずしりつ おおずしょうがっこう）は、愛媛県大洲市にある公立小学校。

## 沿革
- 1872年（明治5年） - 神山県第二本校として開校。
- 1886年（明治19年） - 秋成小学校及び肱南小学校を併合し、大洲小学校と改称。
- 1941年（昭和16年） - 大洲国民学校と改称。
- 1947年（昭和22年） - 大洲町立大洲小学校と改称。
- 1951年（昭和26年） - 高島市立青柳小学校（滋賀県[1]）と姉妹校提携を締結。
- 1954年（昭和29年） - 喜多郡大洲町が同郡9村と合併、大洲市が発足したのに伴い、大洲市立大洲小学校と改称。
- 1958年（昭和33年） - 藤樹先生少年像を建立。
- 1968年（昭和43年） - 本館及び南校舎が落成。
- 1969年（昭和44年） - 北校舎が落成。
- 1970年（昭和45年） - プール竣工。
- 1995年（平成7年） - 通級学級を新設。
- 2005年（平成17年） - 校訓「良知に生きる」を制定。
- 2013年（平成25年） -大洲市立南久米小学校を統合

## 周辺
- 大洲市役所
- 大洲市立大洲南中学校
- 愛媛県立大洲高等学校
- 大洲郵便局
- 大洲城
- 肱川

## アクセス
- JR予讃線 伊予大洲駅から南へ1.5km
- 宇和島バス 枡形にて下車